# Viernheim
Viernheim település Németországban, Hessen tartományban. Lakosainak száma 34 348 fő (2023. december 31.).

## Népesség
A település népességének változása:
| Lakosok száma | 33 276 | 33 989 | 34 175 | 34 189 | 34 534 | 34 348 |
|               | 2014   | 2017   | 2019   | 2021   | 2022   | 2023   |